# Aneliopis albipuncta
Aneliopis albipuncta là một loài bướm đêm trong họ Erebidae.